# 马里奥赛车 双重冲击！！
《马里奥赛车 双重冲击！！》是任天堂情报开发本部开发，任天堂于2003年在任天堂GameCube发行的竞速游戏。游戏是马里奥赛车系列第四作，为2001年前作《瑪利歐賽車Advance》的续作。本作的续作为2005年任天堂DS游戏《马里奥赛车DS》。
在本作中，游戏引入了一种新的玩法，两人在同一辆赛车上互相合作，其中奇諾比奧的拍檔奇諾比珂於此遊戲首次登場。

## 玩法
《双重冲击》是一款卡丁车竞速游戏。玩家的卡丁车在不同的赛道与对手进行比赛。游戏的屏幕显示目前在赛道的位置、目前玩家卡丁车的速度和囊入的物品。与前作类似，玩家可以捡拾赛道中的盒子来获得随机物品。玩家可以使用它来阻碍对手和获得优势。

### 游戏模式
在《双重冲击》中共有4种游戏模式。大奖赛、计时赛、对战和战斗赛。

## 角色
| 名單       | 重量 | 標準車輛       | 專用道具              |
| ---------- | ---- | -------------- | --------------------- |
| 瑪利歐     | 中型 | Red Fire       | 紅火球                |
| 路易吉     | 中型 | Green Fire     | 綠火球                |
| 碧姬公主   | 中型 | Heart Coach    | 愛心護身符            |
| 黛西公主   | 中型 | Bloom Coach    | 愛心護身符            |
| 耀西       | 中型 | Turbo Yoshi    | 耀西蛋                |
| 凱瑟琳     | 中型 | Turbo Birdo    | 凱瑟琳蛋              |
| 瑪利歐寶寶 | 輕型 | Goo-Goo Buggy  | 汪汪                  |
| 路易吉寶寶 | 輕型 | Rattle Buggy   | 汪汪                  |
| 慢慢龜     | 輕型 | Koopa Dasher   | 三重龜殼（綠色/紅色） |
| 飛行龜     | 輕型 | Para-Wing      | 三重龜殼（紅色/綠色） |
| 咚奇剛     | 重型 | DK Jumbo       | 巨型香蕉皮            |
| 狄狄剛     | 輕型 | Barrel Train   | 巨型香蕉皮            |
| 庫巴       | 重型 | Koopa King     | 庫巴龜殼              |
| 庫巴Jr.    | 輕型 | Bullet Blaster | 庫巴龜殼              |
| 瓦利歐     | 重型 | Wario Car      | 炸彈兵                |
| 瓦路易吉   | 中型 | Waluigi Racer  | 炸彈兵                |

| 奇諾比奧   | 輕型 | Toad Kart     | 強力衝刺蘑菇 |
| 奇諾比可   | 輕型 | Toadette Kart | 強力衝刺蘑菇 |
| 吞食花老大 | 重型 | Piranha Pipes | 所有         |
| 害羞幽靈王 | 重型 | Boo Pipes     | 所有         |

## 賽道
蘑菇盃：路易吉賽道、碧姬公主海灘、寶寶公園、乾旱沙漠

花朵盃：蘑菇大橋、瑪利歐賽道、黛西公主遊輪、瓦路易吉競技場

星星盃：冰凍樂園、蘑菇城市、耀西賽道、DK山

特別盃：瓦利歐競技場、龍龍叢林、庫巴城堡、彩虹之路

## 對戰模式
餅乾樂園、磚塊城市、任天堂GameCube、水管廣場、路易吉洋樓、搖晃瑪利歐

## 制作
《双重冲击》最初出现在2001年E3上的一个7分钟短视频。在视频中，马里奥和路易吉在一个没有背景的凹凸贴图3D表面上驾驶卡丁车。当时，游戏制作初于初级阶段，工作时游戏的名称就是简单的称作马里奥赛车。

## 评价
《双重冲击》收到正面评价。游戏收到ITV 2004年度“多人游戏”奖项。
《双重冲击》共售出695万份。